# Tarangambadi
Tarangambadi (tamilski: தரங்கம்பாடி - Taraṅkampāṭi - /ˈtʌrʌŋɡʌmˌbaːʈi/, kiedyś Tranquebar) – port historyczny z fortem Dansborg i okolicznymi wioskami rybackimi w dystrykcie Nagapattinam na południowo-wschodnim wybrzeżu Tamilnadu w Indiach.
W przeszłości było to ważne miasto handlowe, kolonia duńska znana jako Tranguebar. Posiadało własne monety i sławną drukarnię misjonarzy, w której drukowano literaturę w języku angielskim i tamilskim. w roku 1712 wydano tu także trzecie wydanie Nowego Testamentu z Biblii Almeidy.
Miasto było głównym ośrodkiem luterańskiego misjonarstwa w Tamil Nadu. W XX wieku przez jakiś czas - siedziba biskupstwa Tamilskiego Ewangelicznego Kościoła Luterańskiego (Tamil Evangelical Lutheran Church = Tamil Suvishesha Lutheran Tirusabai) z kościołem Nowego Jerusalem.
Tranquebar w 1845 r. zostało sprzedane przez Duńczyków Brytyjczykom.
Liczba mieszkańców miasta 21 621 (dane z 1 stycznia 2006). 
Tsunami  z 26 grudnia 2004 roku przeszło przez miasto niszcząc okoliczne wioski rybackie i przyczyniając się do śmierci wielu mieszkańców. Odbudowę miasta Tarangambadi i okolicznych wiosek finansują liczne organizacje pomocy z Indii i z zagranicy, a także kościoły współpracujące z miastem.